# Angrois

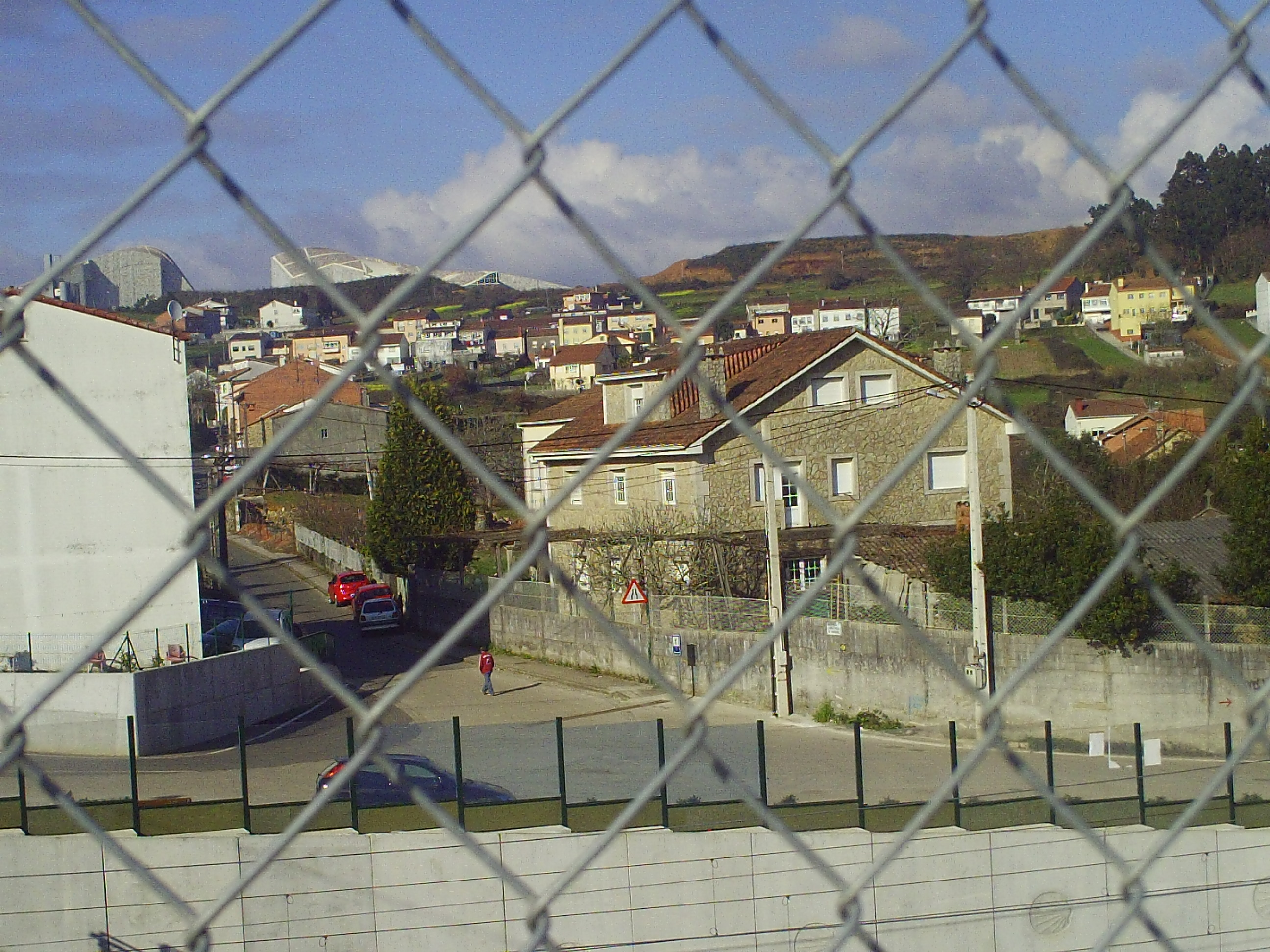
Panorámica de Angrois

Angrois es una zona o barrio de la ciudad española de Santiago de Compostela, en la provincia de La Coruña. Está situado en el este del núcleo urbano y dista 3 km de la catedral. En 1990 contaba con 288 habitantes.[cita requerida]

## Toponimia
Según el romanista Dieter Kremer, en el siglo XIII el topónimo fue castellanizado por el término Angrox.  El nombre ha dado lugar a la formación de frases y locuciones gallegas fundadas en un supuesto pueblo imaginario de habitantes rudos. Así, este autor cita como ejemplos las expresiones ¿coidas que son de Angrois? ('¿crees que soy tonto?'), non veño de Angrois ('no soy un inocente'), parece que vés de Angrois ('el que está abobado' o 'es corto de entendimiento') y ¿seica somos de Angrois, ou qué? ('¿me tomas por torpe?'). Sin embargo, María Fernández López apoya la tesis de Otero Álvarez de que el topónimo deriva del latín scrobis ('agujero, foso defensivo'), relacionando así Angrois con su castro, aludiendo a la serie de fosos defensivos con que debía contar el existente en la aldea. Por otro lado, en la Carta prehistórica de Santiago se relaciona el topónimo Angrois con la etnia de los Ambrones. 

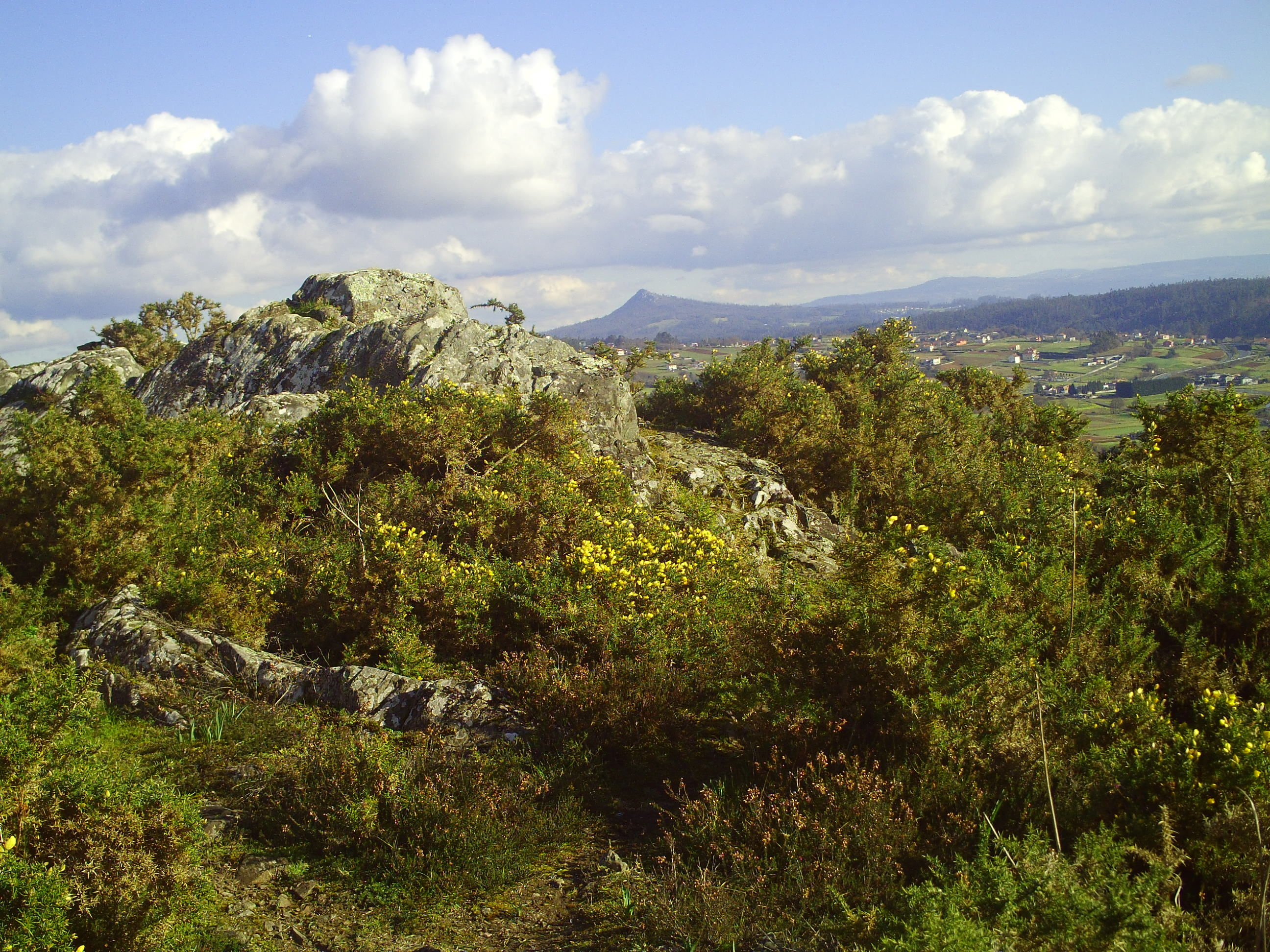
Monte do Castro

A raíz del comportamiento solidario de los vecinos de Angrois tras el accidente del Alvia en 2013, ampliamente reconocido por los medios de comunicación social y las instituciones, Ferro Ruibal propuso un cambio del significado semántico de la expresión Ser de Angrois y paralelas, que ahora adopta el valor de gente solidaria, generosa, comprometida en la ayuda a quien la necesita.

## Urbanismo
Según el Plan General de Ordenación Urbana de 1993, Angrois formaba junto con Canteiras y Ponte Marzán, un núcleo rural tradicional en la corona periférica de la ciudad de Santiago de Compostela En el plan de 2008, no aparece en el listado de núcleos rurales.
Como entidad de población ya no aparece en el nomenclátor del INE, en el que se listaba en la parroquia histórica de Sar, también desaparecida.

## Historia
Los orígenes de Angrois se remontan a la antigüedad, como lo atestiguan los restos arqueológicos que se conservan en el Monte de O Castro, un promontorio estratégico desde el que se domina todo el valle del río Ulla y el Pico Sacro, hacia el este, y las planicies donde hoy se levanta Compostela, hacia poniente, por lo que reúne las condiciones de vigilancia y defensa características de los castros gallegos.

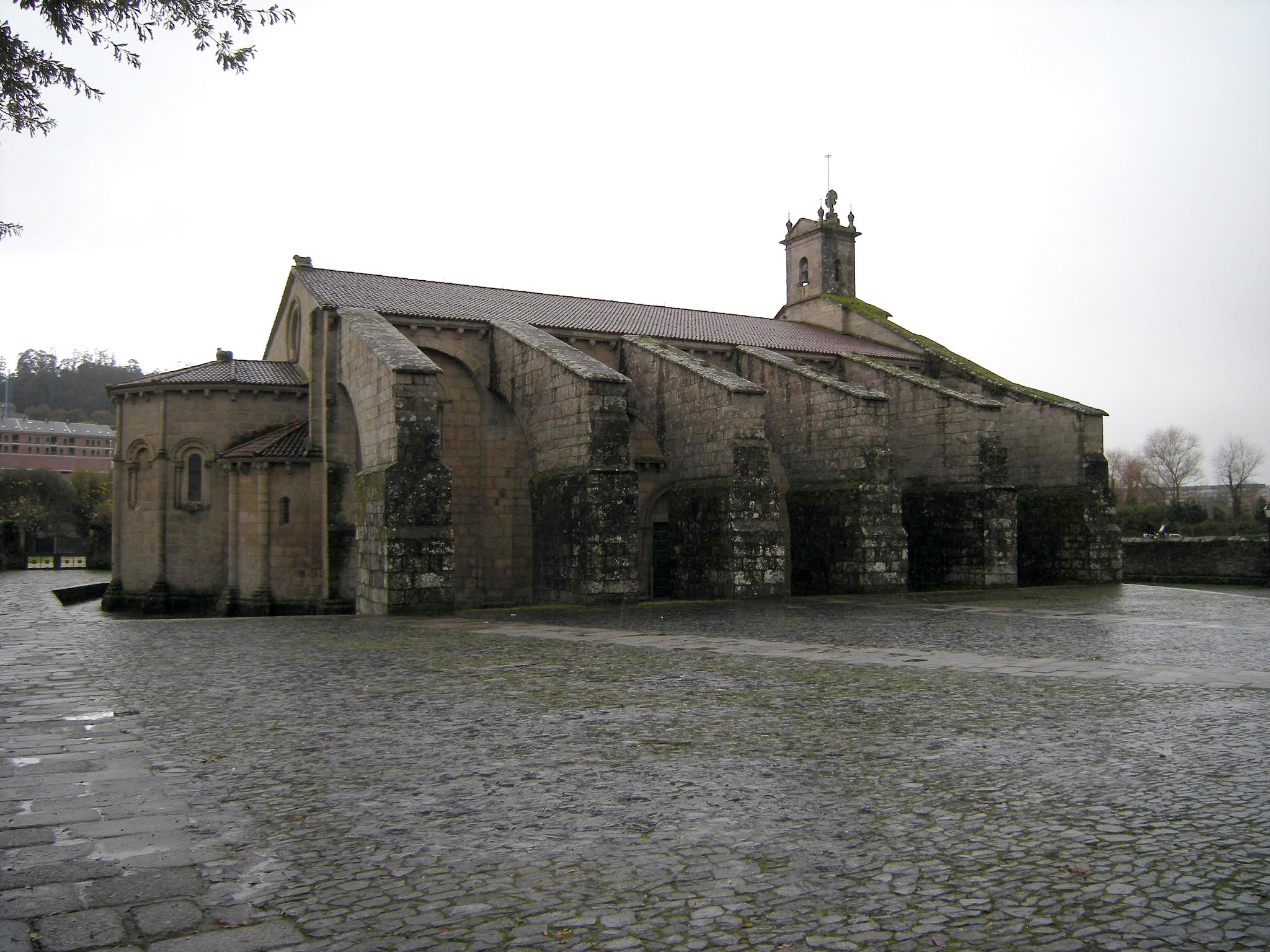
Colegiata de Santa María de Sar

El siguiente vestigio de población es la Calzada Romana de Sar, cuyo tramo conservado transcurre desde el Camino Real de Angrois hasta el puente románico que salva el río Sar, junto a la Colegiata de Santa María la Mayor y Real de Sar. Su original monasterio agustino se remonta a principios del siglo XII, en plena época de lucha contra los musulmanes. La presencia y participación de la Orden de los Agustinos en la promoción de la Ruta Jacobea está constatada y éste de Sar, su primer monasterio gallego, fue el encargado de asistir a los peregrinos que llegaban a Compostela transitando por la Vía o Ruta de la Plata. Esta ruta, que conectaba el sur peninsular con el norte, comenzó a ser frecuentada a partir del siglo IX como camino de huida o peregrinación por los cristianos residentes en territorio musulmán (por ello también es conocida con el nombre de Camino Mozárabe de Santiago).

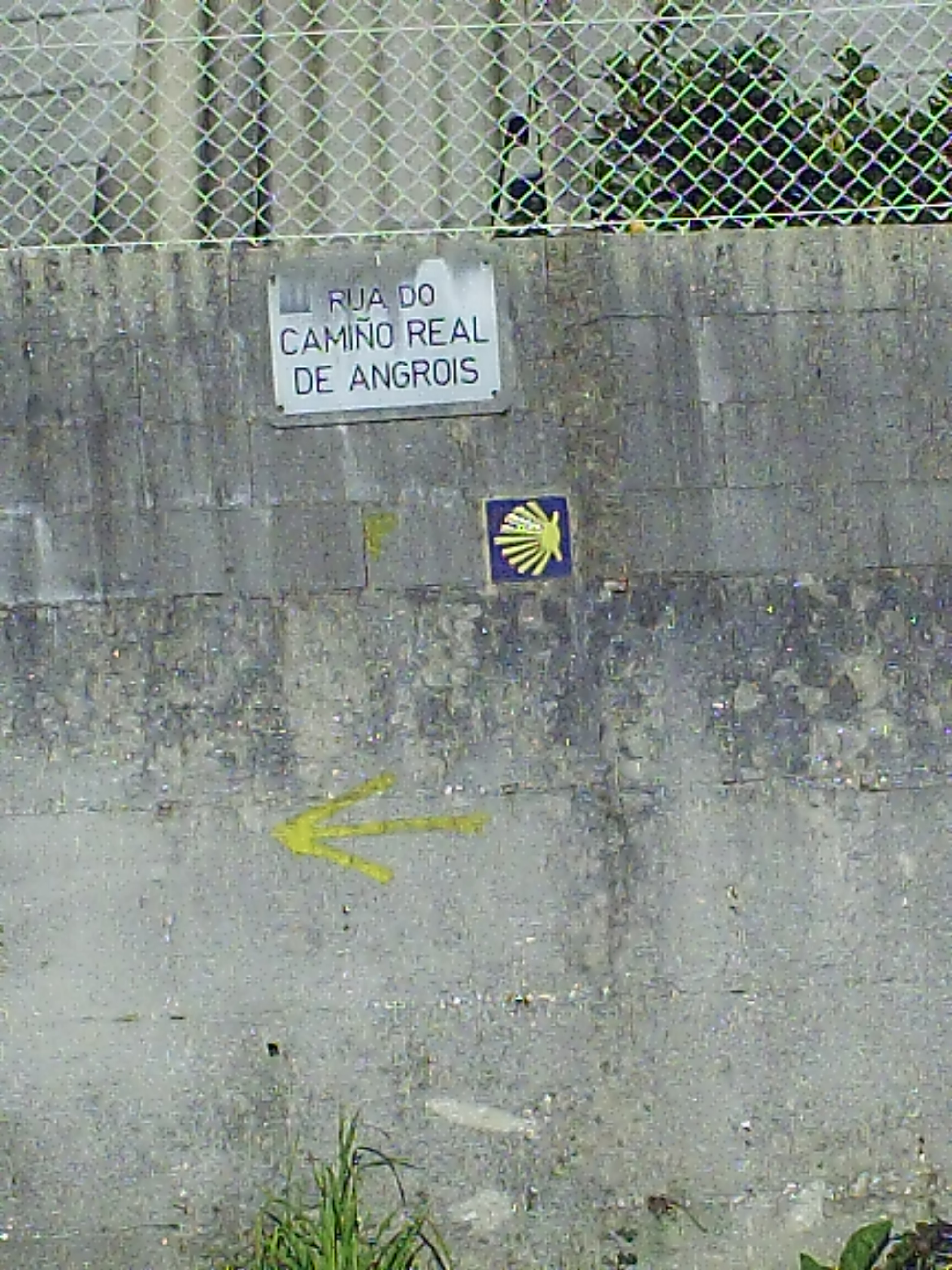
Angrois, Ruta de la Plata

El monasterio de los agustinos de Sar fue generosamente respaldado con donaciones, exenciones, privilegios reales y anexiones de cenobios rurales, dominando así todo el territorio al este de Compostela, desde el río Sar hasta más allá del Pico Sacro. Nace así la aldea de Angrois, sus primeras casas medievales, asentadas al pie del Camino de Santiago, en donde sus habitantes recibirían la protección del priorato a cambio del pago de los correspondientes diezmos de todo aquello que produjeran y ganaran. Los peregrinos, tras la larga marcha, demandaban catre, pan, sandalias nuevas y herraduras para sus caballos, por lo que la economía de la aldea prospera rápidamente y se hace necesario arrancar terreno a las fragas para sembrar trigo y centeno, descubrir pastos para el ganado y abrir tiendas de artesanos.

Gracias al éxito del camino jacobeo y su proximidad a Santiago, Angrois se va desarrollando, alcanzando su apogeo entre los siglos XVI y XVIII. A finales del siglo XVIII están datadas (en escrituras conservadas y en dinteles cincelados) algunas de sus viviendas de esmerada fábrica de cantería.

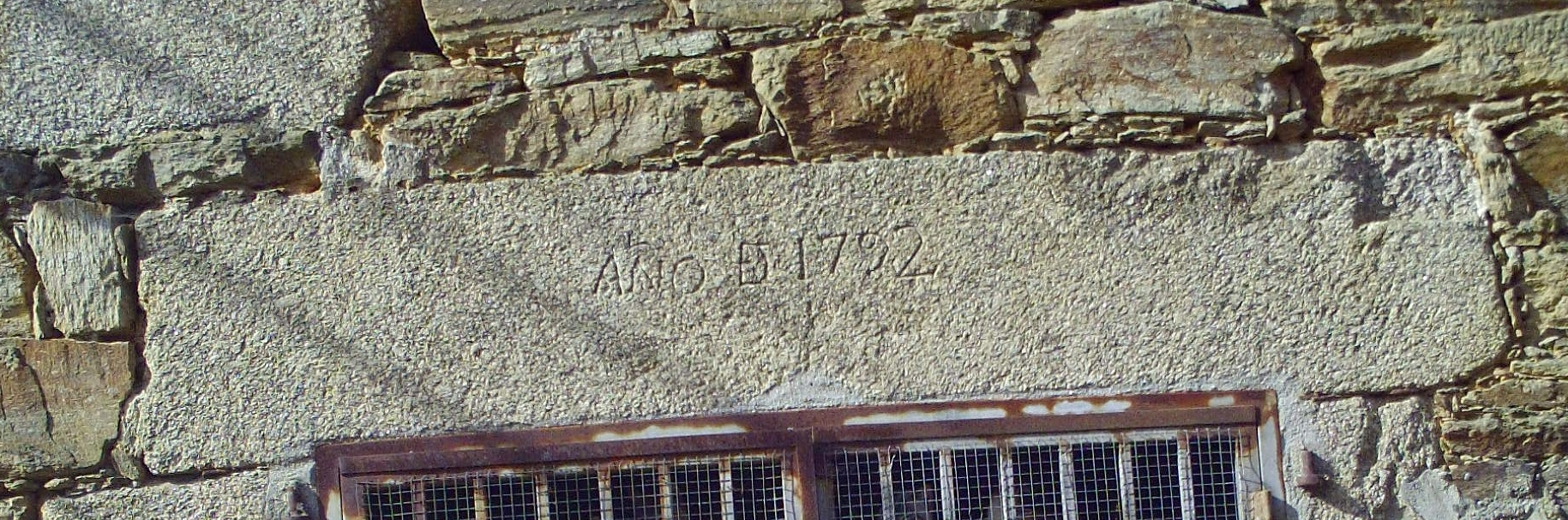
Grabado en el dintel año de 1792

Las desamortizaciones de Madoz y Mendizábal a principios del siglo XIX desvinculan Angrois y sus tierras de la Colegiata de Sar y el clero, sacando sus propiedades a pública subasta y propiciando el declive de la clase campesina. La opresión trae consigo el asociacionismo agrario y ganadero, dando lugar al nacimiento de la llamada obliga, peculiar sindicación voluntaria que ha perdurado hasta fines del siglo XX. Como su denominación apunta, la obliga aglutinaba a los campesinos de la aldea, pagando una cuota voluntaria que les aseguraba ante los innumerables percances a que estaban expuestos (muerte o enfermedades de ganados, malas cosechas, desastres naturales).[cita requerida]
Angrois se ha convertido, como tantas otras zonas periféricas urbanas, en un lugar dormitorio.
El paisaje y la orografía de Angrois también han sufrido visibles cambios y transformaciones desde los años cincuenta en adelante. En esa década RENFE construye la línea de ferrocarril Ourense-Santiago, para la que expropia y desmonta terrenos de la aldea, separándola en dos partes comunicadas tan solo por un pequeño puente. A finales de los setenta se traza la AP-9, denominada también autopista del Atlántico, principal eje de comunicación entre el norte y sur de Galicia. El tramo Santiago-norte/Santiago-sur se inauguró en 1988, siendo necesario para la construcción del mismo el levantamiento del Viaducto de Angrois, que con una longitud cercana al kilómetro salva y transfigura todo su valle. Actualmente está prevista su ampliación a cinco carriles en cada sentido, hecho que conllevará nuevas expropiaciones de terrenos y agresión al paisaje. Estas obras se han llevado a cabo en 2018. El 11 de enero de 2001, tras diez años de obras, se inauguró en el Monte Gaiás, al norte de Angrois, la Ciudad de la Cultura de Galicia, singular complejo de arquitectura contemporánea proyectado por Peter Eisenman que requisó nuevas expropiaciones de terrenos y domina la fisonomía del paisaje norte. En 2018 se construye el acceso desde la AP-9 al complejo. Finalmente, entre los años 2007 y 2012 se acometen las obras del tren de alta velocidad (AVE) Madrid-Galicia, tramo de acceso a la estación de Santiago de Compostela. La repercusión de tal infraestructura sobre la aldea de Angrois fue de grandes proporciones, acometiéndose el derribo del viejo puente, viviendas, desmontes, tierras, bosques, etc. Al este, para salvar la cumbre de Arines, se construyó el denominado túnel de Compostela. La aldea estuvo durante tres años partida en dos, hasta que ADIF a finales de 2011 inauguró el nuevo puente sobre la Vía de la Plata.

## Arquitectura y urbanismo

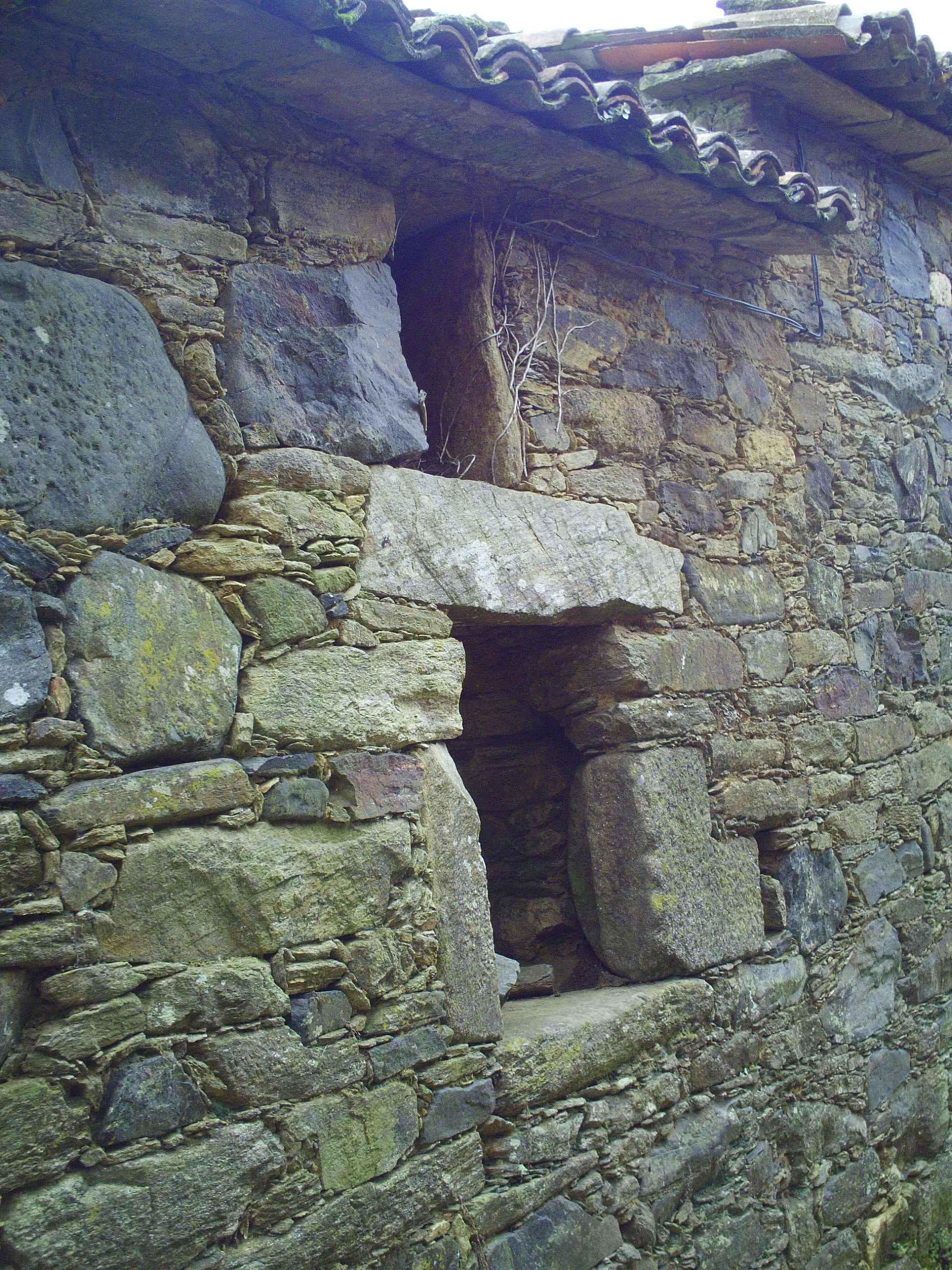
Angrois, arquitectura tradicional

Angrois conserva numerosas casas de arquitectura tradicional gallega, algunas de ellas levantadas en los siglos XVII y XVIII. Son viviendas acondicionadas al clima y a las necesidades agrícolas y ganaderas. Están levantadas sobre sólidos muros de piedra y barro de casi un metro de anchura, reservando la cantería de granito labrado para puertas y ventanas. La estructura típica es de dos plantas.
La trasera de la vivienda da a la huerta, en donde no falta el hórreo, todo de madera (cabazo) o mixto (granito más madera de castaño), imprescindible para secar y conservar el maíz. La huerta de la casa ha sido y aún es fuente de recreo y espacio de recursos (Rodríguez Dacal, 1994), constituyendo un aporte a la economía doméstica.
Las antiguas casas de la aldea están adosadas unas a otras, formando así un núcleo compacto en el que se entrelazan calles y pasadizos. Las rúas son estrechas, a la medida de un carro de bueyes. Estaban totalmente emparradas, apoyando las vides con estructuras de madera y alambre entre las casas frontales. Todavía hoy se conservan bastantes de estos altos viñedos, pero otros han ido desapareciendo. Se conservan varias fuentes y manantiales, entre los que destacan la Fuente do Cancelo, de granito labrado y caño de hierro y la Fuente de la Cagalla, a cuyas aguas se atribuyen propiedades curativas para los ojos. La ermita de Santa Lucía, patrona de la vista y de los ciegos, está muy cerca y ligada a la aldea de Angrois.

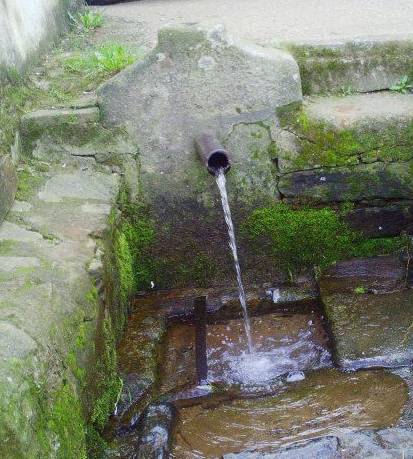
Fuente do Cancelo (Angrois)

Xerardo Estévez, alcalde de Santiago entre los años 1983 y 1998, promovió la urbanización de la aldea, dotándola de agua corriente, alcantarillado, alumbrado público, señalización, hormigonado de sus calles y asfaltado de sus accesos. El proyecto fue diseñado por el arquitecto José Luis Pérez Franco y supuso una inversión de más de 37 millones de pesetas. En la inauguración de tales mejoras, Xerardo Estévez denominó a Angrois como la ciudad jardín compostelana. Desde entonces, apenas ha habido inversiones, intervenciones ni desarrollo urbanístico.
Los concejales del Partido Popular de Galicia, entonces en la oposición, presentaron una moción al gobierno municipal en el pleno del ayuntamiento celebrado en diciembre de 2010 reclamando mejoras para Angrois «que no son caprichos ni lujos».

## Fiestas, tradiciones y costumbres
El 13 de diciembre, santa Lucía, los vecinos de Angrois bajan caminando hasta su ermita, enclavada a orillas del río Arines y rinden homenaje a la mártir en romería, ofrenda de velas, lavatorio de los ojos en la fuente y puja para llevarse una réplica de la imagen a su casa, en la que permanece durante seis meses. En la celebración no faltan mujeres y hombres vestidos con los trajes tradicionales gallegos, ni las danzas al son de gaitas y panderetas. Las rosquillas son de obligada compra y degustación.

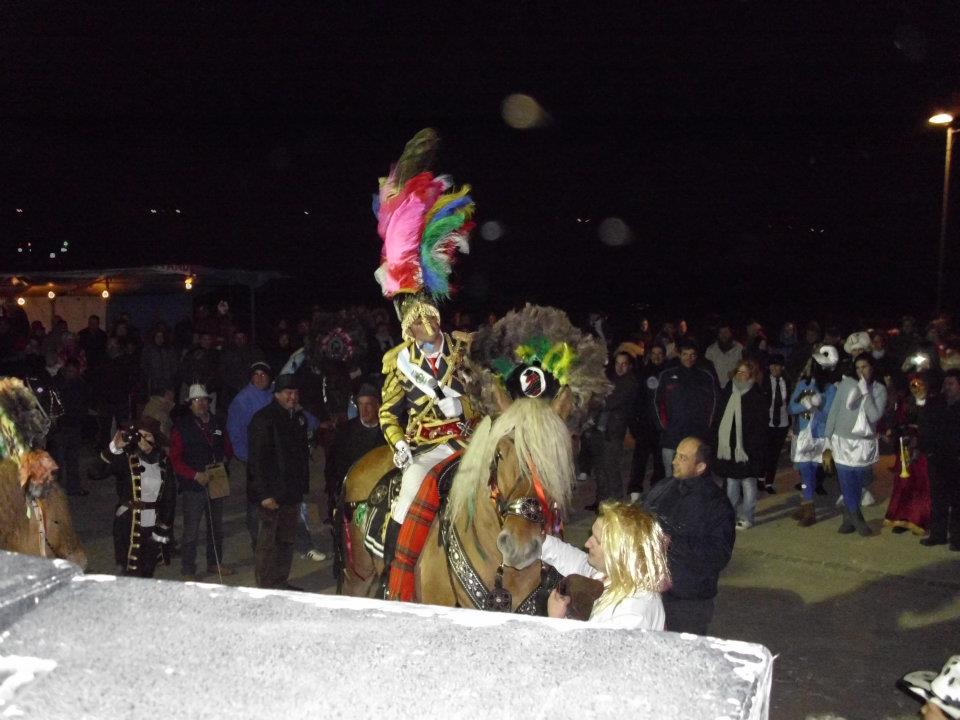
Carnaval de Angrois. Xeneral

Además, Angrois cuenta con su propia fiesta, en honor a San Antonio, patrón de los animales, que tuvo su origen en la obliga y ahora organiza la comisión de fiestas de la aldea cada primer domingo del mes de julio. Al carecer de iglesia o ermita, el sacerdote de Sar se desplaza hasta el campo de la fiesta de Angrois, en donde celebra misa y antiguamente bendecía a los animales. Previamente a la eucaristía, una parranda recorre todas las calles engalanadas con banderines y luces y se lanzan cohetes. A mediodía hay canciones y bailes tradicionales. (muñeira, pandeirada, alalás) y sesión vermut con orquesta. La tarde está dedicada a los niños, con juegos y atracciones. La velada la cierra el baile amenizado por otra orquesta y fuegos artificiales.
El entroido, los carnavales de Angrois se remontan a sus propios orígenes medievales. Eran la escapatoria del pueblo a la rígida moral cristiana del priorato agustiniano de Sar. Desde entonces han pervivido, incluso durante la dictadura franquista, interrumpiéndose tan solo unos años. Curiosamente su modo de celebración está más ligado a la Comarca del Ulla que a la de Santiago, pues al igual que en aquella en Angrois son los Xenerais los protagonistas. Parece ser que este ritual proviene de la Guerra de la Independencia, cuando los soldados franceses luchaban por estas tierras. Otros investigadores, basándose en la rica vestimenta de los Xenerais y sus caballos, dicen que tiene su origen en las Guerras Carlistas. Sea como fuere, constituyen un atractivo y peculiar espectáculo. Esos días, las rúas de la aldea se llenan de una variopinta tropa enmascarada (el grueso del vecindario), encabezada por los Correos y seguida por los Generales a lomos de briosos y engalanados caballos. Se detienen en cada puerta, en donde el coro, vestido con trajes tradicionales gallegos, cantan sarcásticas coplas acompañados por los músicos de la parranda.  A continuación los Generales dan las Vivas al jefe de la familia y un miembro de la comisión recoge su donativo. Terminado el recorrido por toda la aldea, se continúa con el atranque o alto, enfrentamiento dialéctico entre dos Generales de bandos opuestos que va subiendo de tono, siempre en clave jocosa, hasta terminar haciendo las paces y exaltando la amistad. Los Generales, seis u ocho, destacan por la vistosidad de sus trajes, chaqueta entorchada, bordados, bandas cruzadas con la bandera española o gallega, medallas, fajín y espada. Sobre la cabeza portan un amplio sombrero con largas plumas de pavo real. Sus caballos lucen un espejo en la testa y también van adornados con plumas.

## Accidente ferroviario de 2013
El 24 de julio de 2013, a las 20:41 horas, un tren Alvia operado por Renfe con dirección Ferrol y procedente de Madrid-Chamartín, que transportaba 218 pasajeros, descarriló a la altura del puente de la Vía de la Plata, falleciendo 79 personas y resultando heridas 140, de las que posteriormente fallecieron dos más. Este suceso ha sido catalogado como el segundo peor accidente en la historia ferroviaria reciente de España. A pesar del suceso los vecinos del barrio de Angrois demostraron su valor y su solidaridad ayudando a las víctimas del accidente convirtiéndose en unos héroes reconocidos. Entre los numerosos reconocimientos, les fue concedida la Real Orden del Mérito Civil, las Medallas de Galicia, la Medalla de Oro de la Ciudad de Santiago y la Medalla de Oro de San Fernando.